# Tidningsartikel
Tidningsartikel eller tidskriftsartikel är en typ av redaktionellt material som finns i en tidning eller tidskrift. En exklusiv artikel är en artikel som skrivits speciellt för en tidning eller tidskrift, oftast efter överenskommelse med redaktionen. 
En artikel är uppdelad i tre delar: rubrik, ingress och brödtext. Rubriken ska med ett par få ord berätta vad artikeln handlar om. Ingressen är en sammanfattning av brödtexten och ska inte vara mer än några meningar lång; den ska fånga läsarens intresse inom ämnet. Brödtexten är huvuddelen av artikeln och går in på mer fakta och berättar detaljerat om ämnet.
Ingressen står oftast i fetare text än vad brödtexten är.